# Indigofera grisophylla
Indigofera grisophylla är en ärtväxtart som beskrevs av Henry Georges Fourcade. Indigofera grisophylla ingår i släktet indigosläktet, och familjen ärtväxter. Inga underarter finns listade i Catalogue of Life.